# Nagadeba obenbergeri
Nagadeba obenbergeri là một loài bướm đêm trong họ Noctuidae.